# Mahmud
Mahmud (em árabe: محمود, Mahmoud), é um nome popular de raízes na língua árabe e significa "o louvado" ou "aquele que é digno de louvor". A etimologia do nome deriva da raiz árabe "ḥ-m-d" (حمد), que está relacionada ao conceito de louvor e agradecimento.
O nome Mahmud tem sido utilizado em várias culturas muçulmanas ao longo da história. É um nome popular entre os muçulmanos e é frequentemente associado a figuras históricas e religiosas. 
Um dos portadores mais famosos do nome foi Mahmud de Ghazni, um conquistador do século XI que estabeleceu um império na região do atual Af   eganistão e partes da Índia. Ele é conhecido por suas campanhas militares e por promover a cultura e a religião islâmica.

## Personalidades

### Mahmood
- Mahmood Ali (1928–2008), artista de rádio, televisão e teatro paquistanês
- Mahmood Hussain (jogador de críquete) (1932–1991), jogador de críquete de teste paquistanês
- Mahmood Hussain (vereador), ex-prefeito de Birmingham, Inglaterra
- Shah Mahmood Qureshi, político paquistanês que serviu como 29º Ministro das Relações Exteriores de 2018 a 2022.
- Mahmood Shaam (nascido em 1940), jornalista, poeta, escritor e analista paquistanês de língua urdu.
- Mahmood Yakubu, acadêmico nigeriano e atual presidente da Comissão Eleitoral Nacional Independente (INEC).
- Mahmood Mamdani (nascido em 1946), acadêmico, autor e comentarista político ugandense
- Mahmood Monshipouri (nascido em 1952), acadêmico, educador e autor americano de origem iraniana.
- Mahmooda Sultana, engenheiro aeroespacial (NASA)
- Begum Mahmooda Salim Khan, assistente social paquistanesa.
- Mahmood Hussein Mattan, ex-marinheiro mercante somali
- Zafar Mahmood Abbasi, almirante quatro estrelas aposentado da Marinha do Paquistão
- Muhammad Mahmood Alam, piloto de caça paquistanês
- Mahmood Anjir Faghnawi, o 13º xeque na cadeia dos mestres da Ordem Naqshbandi
- Mahmood Mamdani, acadêmico, autor e comentarista político ugandense nascido na Índia.
- Mahmood Hussein Mattan, foi um ex-marinheiro mercante somali que foi injustamente condenado

### Mahmoud
- Mahmoud Abbas (born 1935), President of the State of Palestine
- Mahmoud al-Abrash (born 1944), Syrian politician
- Mahmoud Afshartous (1907–1953), Iranian military officer
- Mahmoud Ahmadinejad (born 1956), former President of Iran
- Mahmoud Reza Pahlavi, a member of Iran's Pahlavi dynasty
- Mahmoud Ahmed (born 1941), Ethiopian musician
- Mahmoud Alavi, Iranian Shia Cleric
- Mahmoud Abdel Salam Omar, Egyptian businessman
- Mahmoud El-Araby (1932–2021), Egyptian businessman and philanthropist.
- Mahmoud Baharmast (1899–1977), Iranian army general
- Mahmoud Balbaa (born 1952), Egyptian businessman and politician
- Mahmoud Chahoud (born 1976), Lebanese footballer
- Mahmoud Darwish (1941–2008), Palestinian poet
- Mahmoud Dahoud, German professional footballer
- Mahmoud Dowlatabadi (born 1940), Iranian writer and actor
- Mahmoud Fakhry Pasha (1884–1955), Egyptian politician and diplomat
- Mahmoud Fayad (1925–2002), Gold medal winner at the Summer Olympics of 1948 in London.
- Mahmoud Fustuq (died 2006), Lebanese businessman
- Mahmoud Guinia (1951–2015), Moroccan singer
- Mahmoud Hamshari (1938–1973), assassinated Palestinian official
- Mahmoud Hashemi Shahroudi (1948–2018), Iranian Shia Cleric
- Mahmoud Hussein (born 1966), Egyptian journalist
- Mahmoud Hweimel (died 2013), Jordanian politician
- Mahmoud Ismail (1914–1983), Egyptian actor, filmmaker
- Mahmoud Jaballah, Egyptian-Canadian Jihad member
- Mahmoud El Khatib (born 1954), Egyptian footballer and President of Al Ahly
- Mahmoud Khayami (1930–2020), Iranian industrialist and philanthropist of French nationality.
- Mahmoud Labadi (1940–2014), Palestinian journalist, writer and politician
- Mahmoud Mar'ashi Najafi (born 1941), Iranian Shia Cleric
- Mahmoud Mekki (born 1954), the vice president of Egypt from August 2012 to December 2012
- Mahmoud el-Meliguy (1910–1983), Egyptian actor
- Mahmoud Mohammad Issa Mohammad, Palestinian terrorist
- Mahmoud Mohieldin (born 1965), economist
- Mahmoud Nabavian, Iranian Shia Cleric
- Mahmoud Namjoo (1918–1989), Iranian weightlifter
- Mahmoud an-Nukrashi Pasha (1888–1949), Prime Minister of Egypt 1945–1946 and 1946–1948
- Mahmoud Abdul-Rauf, American basketball player
- Mahmoud Abdul Razak, Syrian footballer
- Mahmoud Salem (1931–2013), Egyptian journalist and author.
- Mahmoud Salavati (born 1953), Iranian Shia Cleric
- Mahmoud el-Sisi (born 1982), Egyptian brigadier general and son of President Abdel-Fattah el-Sisi
- Mahmoud Taleghani (1911–1979), Iranian Shia Cleric
- Mahmoud Vahidnia (born 1989), gold medal winner at the Iranian Mathematical Olympiad in 2007
- Mahmoud Sami el-Baroudi (1839–1904), Egyptian politician and poet
- Mahmoud Zakzouk (1933–2020), Egyptian academic
- Mahmoud Abu Zeid, also known as Shawkan, (born c. 1987), Egyptian photojournalist
- Mahmoud Charr, German professional boxer.
- Mahmoud Hessabi, an Iranian nuclear physicist and senator, He was the minister of education
- Mahmoud Bodo Rasch, a German architect who specializes in the construction of large convertible umbrellas and lightweight structures.
- Mahmoud Kahil, a Lebanese-born British editorial cartoonist.

### Mahmudi/Mahmudin
- Elias Mahmoudi, lutador francês de Muay Thai, atualmente contratado pela ONE Championship.
- Nur Mahmudi Ismail, prefeito de Depok City, uma cidade satélite de Java Ocidental localizada na parte sul de Jacarta.
- Mahmuddin Yasin, o primeiro vice-ministro da BUMN.
- Bey Machmudin, Governador de Java Ocidental

### Mahmut
- Mahmut Celal Bayar, terceiro presidente da Turquia.
- Mahmut Dikerdem (1916–1993), diplomata, escritor e ativista pela paz turco.
- Mahmut Cuhruk, juiz turco.
- Mahmut Ustaosmanoğlu, xeque sufi turco e líder da influente İsmailağa jamia do Naqshbandi-Khalidiyya Ṭarīqah centrado em Çarşamba, Istambul.
- Mahmut Orhan, disc jockey e produtor musical turco.
- Mahmut Atalay, lutador turco de estilo livre e treinador de origem circassiana, ganhou uma medalha de ouro nas Olimpíadas de 1968.
- Mahmut Özgener, presidente da Federação Turca de Futebol.
- Mahmut Bezgin, futebolista turco.
- Mahmut Boz, futebolista turco.
- Mahmut Hoşgiz, futebolista turco.
- Mahmut Tekdemir, futebolista turco.
- Mahmut Özdemir (nascido em 1987), político alemão de ascendência turca.
- Mahmut Yilmaz, futebolista alemão de ascendência turca.
- Mahmut Bozteke (nascido em 1997), praticante turco de taekwondo.
- Mahmut Demir, lutador esportivo turco.
- Mahmut Senol, autor turco.
- Mahmut Yavuz, oficial da marinha turca e corredor de ultramaratona.
- Mahmut Yıldırım, assassino contratado curdo.

### Mehmood
- Mehmood (ator), ator, cantor, diretor e produtor indiano.
- Mehmood Aslam, ator de televisão e teatro paquistanês
- Mehmood Bhatti, designer de moda paquistanês
- Mehmood Quaraishy, jogador de críquete queniano
- Mehmood Sham, jornalista paquistanês